# スタジオセブン
スタジオセブンとはテレビ埼玉が1980年の10月から1982年の春に放送した地域情報型番組。のちのひるたま、ごごたまの原型となった番組である。

## 概要
その日その日に県内各地で起こった出来事・話題・ニュースを司会者と日替わりのアシスタントが放送した。また学校の文化祭の話題（ミニコミ）の紹介なども放送された。

## 司会者
- 上野晃
- 小川真人